# Camponotus auratus
Camponotus auratus är en myrart som beskrevs av Vladimir Aphanasjevich Karavaiev 1935. Camponotus auratus ingår i släktet hästmyror, och familjen myror. Inga underarter finns listade.